# Oney Bank
Oney es una banca electrónica francesa creada en 1983, filial del grupo bancario BPCE y de Auchan Holding. Está especializada en servicios de pago y servicios financieros. El 1 de julio de 2016 la marca Oney sustituyó el nombre de Banque Accord en Francia, convirtiéndose en la marca única para el grupo.

## Historia
Oney fue creada en 1983 para gestionar los pagos electrónicos y el crédito en tienda para Auchan Francia. Desarrolló su actividad en Francia con Auchan y posteriormente con otros socios. Ampliaron su gama de productos a medios de pago, crédito, servicios, seguros y ahorro. En 1993, el Banque Accord ofreció por primera vez en Francia, el pago a crédito directamente en caja.
Reforzaron la actividad BtoB y la innovación y crearon filiales especializadas en seguros, biometría, gestión de fraude, intercambio de datos y movilidad. En 2016, Banque Accord SA cambió su nombre por el de Oney Bank SA. Ese año, el grupo también alcanzó resultados récord. En febrero de 2019, BPCE anuncia la adquisición del 50,1 % de Oney, propiedad de Auchan, y el 29 de julio de ese mismo año la Comisión Europea aprobó la venta del 50,1% de Oney Bank SA al grupo BPCE.
En 2023, Oney se adhirió al Pacto Mundial de Naciones Unidas.

## Optimización fiscal
El estudio de Malta Files reveló que, entre 2014 y 2016, el grupo Auchan estableció un plan de optimización fiscal a través de sus filiales maltesas Oney Insurance (PCC) Limited (para las actividades de seguros de daños) y Oney Life (PCC) Limited (para las actividades de seguros de vida). Estas filiales están a su vez controladas por el holding maltés Oney Holdings Limited, que realiza actividades de seguro y reaseguro. Este acuerdo financiero le permitió al grupo ahorrar 21 millones de euros en impuestos. Esta práctica es legal, pues a través de un mecanismo de optimización fiscal, permite transferir los ingresos de las actividades de seguros del grupo a Malta.